# 고창 김기서 강학당
고창 김기서 강학당(高敞 金麒瑞 講學堂)은 대한민국 전북특별자치도 고창군에 있는, 조선 명종(1548)에 세워진 건물로 정면 5칸, 측면 2칸의 팔작지붕으로 김기서가 후진을 양성하던 곳이다. 1981년 4월 1일 전라북도의 유형문화재 제100호로 지정되었다.

## 같이 보기
- 김기서

## 참고 자료
- 김기서강학당 - 국가유산청 국가유산포털